# Dolby Pro Logic

Dolby Pro Logic — система, разработанная компанией Dolby Laboratories для создания объёмного звучания, на аудиосистемах типа 5.1, при воспроизведении двухканальной аудиодорожки. 
Основным мотивом для создания системы послужило обилие старых фильмов на VHS и DVD с двухканальным звуком. 
Эта система разделяет аудиодорожку на речь, пуская её на центральную колонку (центральный канал), и эффекты/музыку, направляемые на фронтальные и тыловые колонки. Тем самым создается объёмный эффект из шести источников звука.
Существуют вариации для создания объёмного звучания в наушниках и на обычных стереофонических громкоговорителях.
Применяется, в основном, на A/V-ресиверах; формат также поддерживается консолью Nintendo Wii.
Dolby Pro Logic II — более усовершенствованная система Dolby Pro Logic, изменения коснулись центрального канала. Далее она модернизирована до версий  Dolby Pro Logic IIx (преобразует стерео-, Dolby Surround или Dolby Digital 5.1 источник в 6.1) и Dolby Pro Logic IIz (добавление компонента высоты, создавая передние верхние каналы над передними левым и правым динамиками, расширяя систему 5.1 или 7.1 до 7.1 или 9.1).